# Olorgesailie

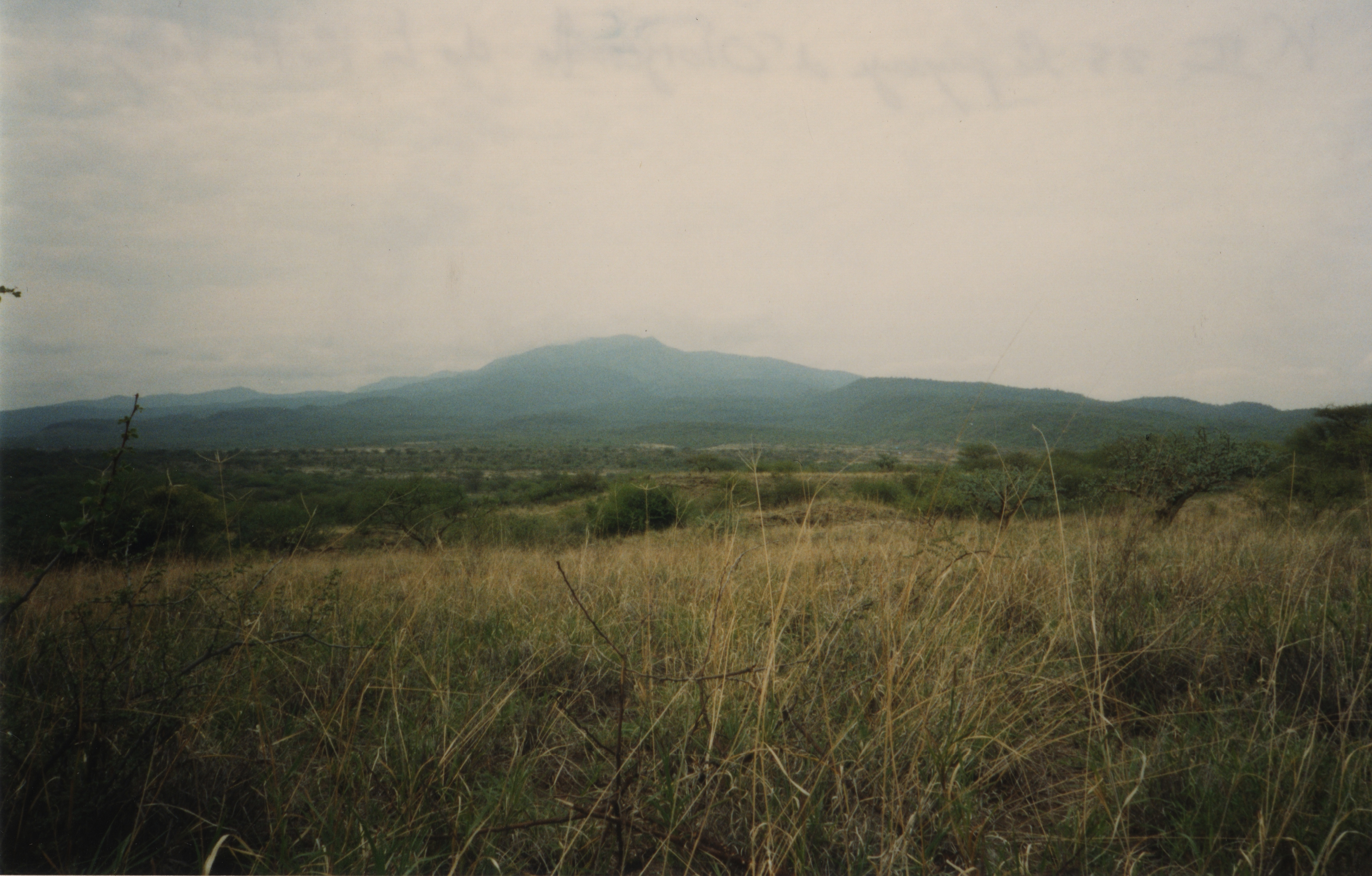
Paesaggio nei pressi di Olorgesailie

Olorgesailie è una formazione geologica situata in Africa orientale, contenente un gruppo di siti archeologici del Paleolitico inferiore. Si trova sul fondo della Rift Valley orientale, in Kenya meridionale, 60 km a sudovest di Nairobi lungo la strada che conduce al lago Magadi. Olorgesailie è famoso per il ritrovamento di numerose amigdale acheuleane e di resti di macellazione di animali. Secondo il National Museums of Kenya, i ritrovamenti sono molto importanti per l'archeologia, la paleontologia e la geologia.

## Storia

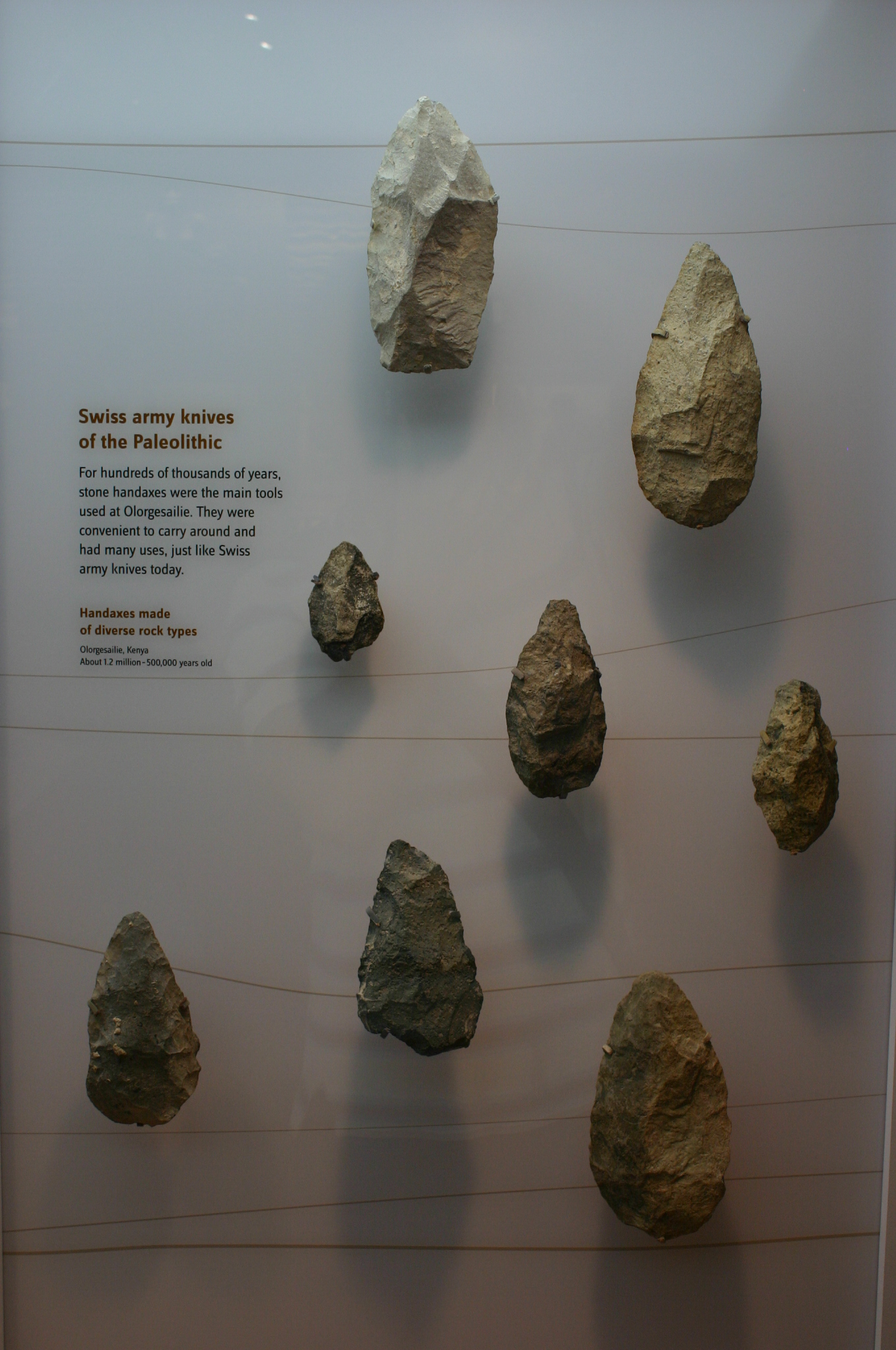
Amigdale

I manufatti furono scoperti la prima volta dal geologo britannico John Walter Gregory nel 1919, ma fu solo nel 1943 che iniziarono gli scavi sotto la direzione di Mary e Louis Leakey, con l'assistenza dei prigionieri di guerra italiani in libertà condizionata. Il lavoro proseguì fino al 1947. Glynn Isaac riprese gli scavi negli anni sessanta per la sua tesi. Negli anni ottanta le ricerche furono portate avanti da Richard Potts della Smithsonian Institution e dal National Museums of Kenya. 

## Ritrovamenti

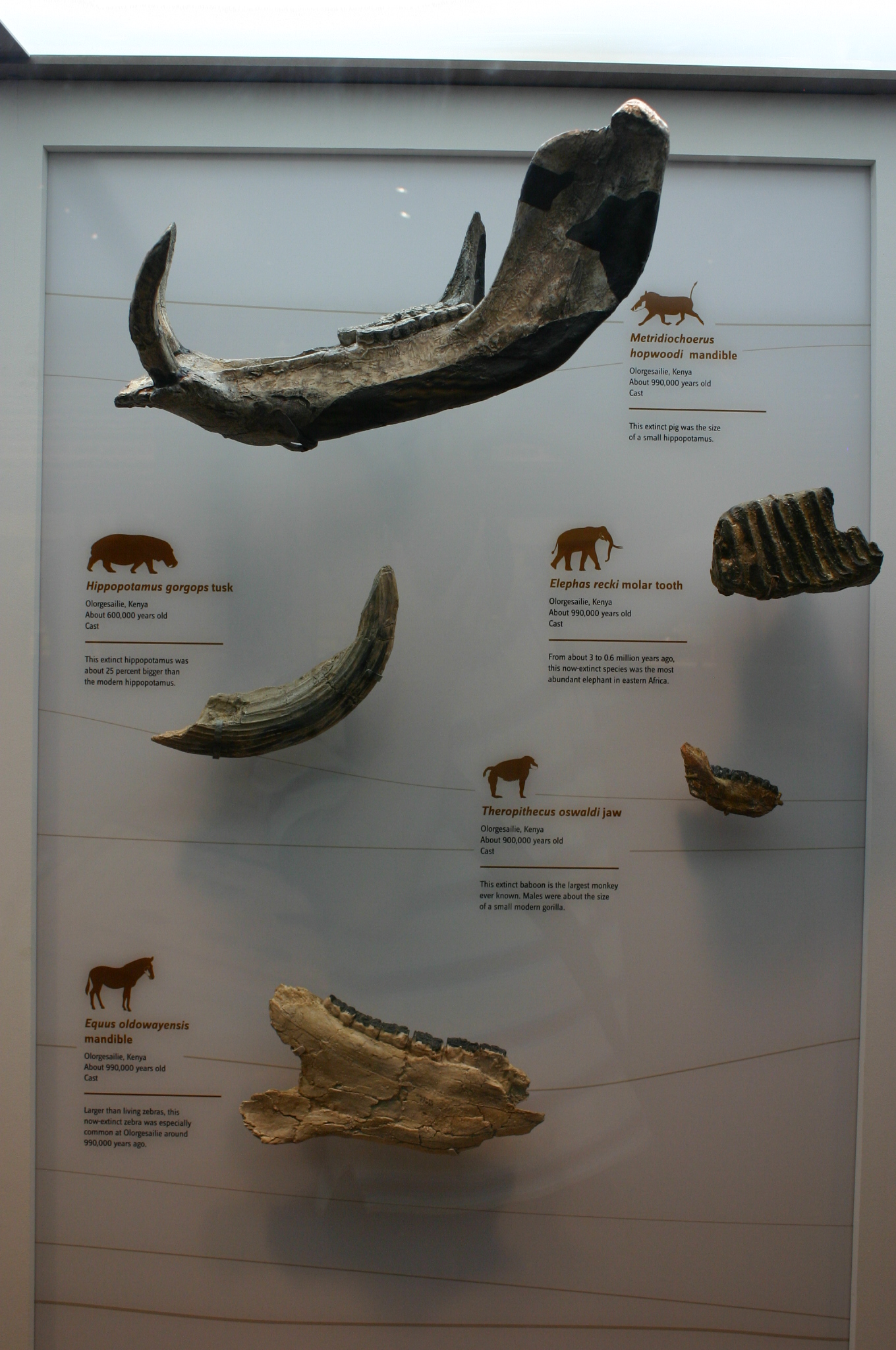
Fossili di animali provenienti da Olorgesailie

Gli arnesi umani sono i più importanti oggetti ritrovati in questa zona. L'abbondanza di asce (amigdale) è tipica del periodo acheuleano, nel quale furono costruite da ominidi tra i 600 000 ed i 900 000 anni fa, lungo quella che allora era la costa di un lago ora prosciugatosi. Sono stati trovati anche fossili di vari animali, tra cui specie estinte di ippopotami, elefanti, zebre, giraffe e babbuini, probabilmente macellati con le asce.
Nel giugno 2003 una squadra guidata da Potts scoprì in situ un osso frontale. Altre parti del piccolo cranio (chiamato KNM-OL 45500) furono trovate nei mesi successivi. Il reperto ha una datazione di 900 000-970 000 anni e probabilmente apparteneva ad Homo erectus, il che lo rende il primo fossile umano trovato in zona. I fossili si trovavano nello stesso livello stratigrafico di due asce e numerose lame, vicino a grandi depositi di asce.

## Geologia
La conservazione di asce del periodo acheuleano è stata possibile grazie alla caduta di molta cenere alcalina dai vulcani che circondano il sito, attivi in quel tempo. I monti Suswa e Longonot non sono di origine vulcanica, e le loro crepe possono aver contribuito all'accumulo di cenere nel bacino di Olorgesailie. Successivi movimenti della terra hanno permesso la stratigrafia e, conseguentemente, la conservazione degli oggetti. L'esistenza di laghi e paludi temporanee dimostrano un clima umido a metà del Pleistocene. I sedimenti lasciati dal lago coprono un'area di circa 130 km2. Di tutti i manufatti, il 99% sono stati costruiti con lava locale, in particolare trachite, anche se sono stati trovati anche piccoli quantitativi di quarzite ed ossidiana che richiedevano un trasporto di 16-40 km.